# La parka
La parka é um filme-documentário em curta-metragem mexicano-nicaraguense de 2013 dirigido e escrito por Gabriel Serra Argüello. A obra foi indicada ao Oscar de melhor documentário de longa-metragem na edição de 2015.

## Prêmios e indicações
- Indicado: Oscar de melhor documentário de curta-metragem (2015)